# Reserve (Nowy Meksyk)
Reserve – wieś w Stanach Zjednoczonych, w stanie Nowy Meksyk, siedziba administracyjna hrabstwa Catron.